# Victor Reinier
 (octobre 2018).
Si vous disposez d'ouvrages ou d'articles de référence ou si vous connaissez des sites web de qualité traitant du thème abordé ici, merci de compléter l'article en donnant les références utiles à sa vérifiabilité et en les liant à la section « Notes et références ».
Victor Reinier Nieuwenhuijzen dite Victor Reinier, né le 2 mai 1963 à Amsterdam, est un acteur, scénariste et animateur de télévision néerlandais.

## Filmographie

### Cinéma
- 1990 : Alissa in Concert (nl) : L'agent de sécurité
- 1990 : My Blue Heaven (nl) : Mickey
- 1992 : Rerun (nl) : Felix
- 1992 : Flodder in Amerika (nl) : Ober
- 1996 : Weg : Vincent
- 1999 : Baantjer: De Cock en de wraak zonder einde (nl) : Dick Vledder
- 1999 : Maten (nl) : rôle inconnu
- 1999 : Lef (nl) : L'ex petit-ami de Clerence
- 2003 : The Horseless : Prince
- 2003 : Resistance
- 2008 : De brief voor de Koning (nl) : Grijze Ridder Ristridin
- 2011 : Caged: Mike, le thérapeute
- 2011 : Nova Zembla : Jacob van Heemskerck
- 2012 : De Overloper (nl) : Floris Wolf
- 2014 : KrisKras : Toerist in Parijs

### Téléfilms
- 1988	: De Wandelaar : Jaap Beemster
- 1989 : Cursus voor beginners in de liefde : L'assistante du professeur
- 1990-1991 : Spijkerhoek (nl) : Bas de Vries
- 1990-1993 : 12 steden, 13 ongelukken (nl) : Harjo
- 1992 : Oppassen!!! (nl) : Jacques de Smet
- 1993-1995 : Coverstory (nl) : Le tennisman d'Arno
- 1993 : Bureau Kruislaan (nl)
- 1993 : Vrienden voor het leven (nl)
- 1994 : Les Gravos : Vince Schaeffers
- 1995-2006 : Baantjer : Dick Vledder
- 1997 : Pittige tijden (nl) : Fledder
- 2001 : All Stars (nl) : Quizmaster loterij
- 2004 : De Band (nl) : Sjoert
- 2005-2007 : Jardins secrets : Anton van Kampen
- 2006 : Aspe : Freek Keyzer
- 2007 : Flikken Maastricht : Floris Wolfs
- 2017 : Suspects : Steven Groothuis

## Animation
- 1997-2001 : Lucky Letters	sur RTL 4
- 2002 : Typisch '70 sur RTL 4
- 2003 : Klaar voor de Start	sur SBS 6
- 2003 : Victor op Zoek sur RTL 5
- 2003-2004 : De Sponsor Loterij Trap sur SBS 6
- 2010 : De beste zangers van Nederland sur TROS
- 2010 : Timboektoesur TROS
- 2014 : De Duitsers sur AVROTROS

## Vie privée
De 1991 à 2007, il a été marié avec Anja Geels, ils se séparent après 16 ans de mariage. De cette union, naissent trois enfants (deux filles et un garçon) :
- Janna Reinier Nieuwenhuijzen
- Robin Marie Jane Reinier Nieuwenhuijzen
- Jesse Reinier Nieuwenhuijzen